# Pro Sport Berlin 24
Der Pro Sport Berlin 24 e. V. ist ein Sportverein aus Berlin. Er bietet American Football, Badminton, Basketball, Beach-Volleyball, Bogenschießen, Boxen, Cheerleading, Faustball/Prellball, Fußball, Gymnastik, Handball, Jiu Jitsu, Judo, Kanusport, Karate, Leichtathletik, Rudern, Schwimmsport, Segeln, Shotokan, Tanzen, Tauchen, Tennis, Tischtennis, Ultimate Frisbee und Volleyball. Mit (Stand: Februar 2025) 7.400 ist er einer der größeren in Berlin.

## Geschichte
Gegründet wurde der Verein im September 1924 als erster Postsportverein Deutschlands als Post SV Berlin.
Mit dem Poststadion wurde nach dem Olympiastadion die zweitgrößte Berliner Sportanlage gebaut und 1929 eröffnet. Dort wurden 1936 die Vorrundenspiele der Fußballer ausgetragen.
Während 1928 in Grünau Bootshäuser für die Kanuten entstanden, wurden in Wendenschloß Bootshäuser für die Ruderer und Segler und im brandenburgischen Dolgenbrodt eine Wassersportfreizeitanlage mit Bootshaus gebaut. Bei den Olympischen Sommerspielen 1936 gewannen Willi Horn und Erich Hanisch im Zweier-Faltboot 10.000 m die Silbermedaille.
Nach der Teilung Berlins musste sich 1952 der wiedererstandene Post SV auf West-Berlin beschränken. In Ost-Berlin existierte die BSG Post Berlin als Betriebssportgemeinschaft der Post der DDR. 1990 wurde die BSG aufgelöst und die Mitglieder und Sektionen in den Post SV übernommen.
Von 1991 bis 1999 spielten die Volleyball-Männer in der Ersten Bundesliga. Sie traten dort als Post TSC Berlin (1991/92), Post Telekom Berlin (1992 bis 1996) und zuletzt als Post SV Berlin an. Danach wechselte die Mannschaft zu Eintracht Innova Berlin.
Der Verein wuchs mit 7.400 Mitgliedern in 41 Abteilungen zu einem der größten Berliner Sportvereine heran.
Ende 2002 stellte die Deutsche Post die finanzielle Unterstützung endgültig ein. Die Rugbyabteilung des Vereins, die 1990 von der BSG Post in den Post SV gewechselt war, gründete sich daraufhin 2003 als eigenständiger Verein Rugbyklub 03 Berlin aus dem Gesamtverein aus. Zum 1. Januar 2005 wurde der Post SV Berlin in Pro Sport Berlin 24 umbenannt.